# Gruaro

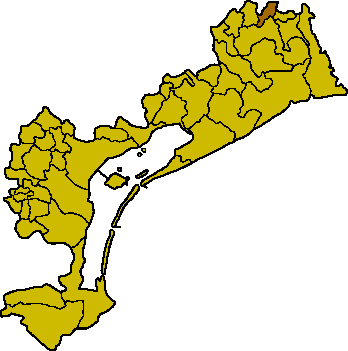
Ubicación del municipio de Gruaro en el Venecia.

Gruaro es una localidad italiana de la provincia de Venecia, región de Véneto, con 2.786 habitantes.

## Evolución demográfica
| Gráfica de evolución demográfica de Gruaro entre 1861 y 2001 |
|                                                              |
| Fuente ISTAT - elaboración gráfica de Wikipedia              |